# Calliostoma poppei
Calliostoma poppei is een slakkensoort uit de familie van de Calliostomatidae. De wetenschappelijke naam van de soort is voor het eerst geldig gepubliceerd in 2000 door Claude Vilvens.
De soort werd bij Balicasag, een klein eiland nabij Bohol in de Filipijnen, verzameld door de Franse concholoog Emmanuel Guillot de Suduiraut. Ze is genoemd naar de Belgische concholoog Guido T. Poppe.